# Château de Pniv
Le château de Pniv est un château situé en Ukraine à Nadvirna. Il fut construit au milieu du XIVe siècle après le déclin de la Principauté de Galicie-Volhynie, il se dresse entre les montagnes de Stragora et la plaine, route commerciale utilisée de longue date. Situé sur un promontoire proche de la rivière Bystrytsia Nadvirnyanska.
Il fut la possession des familles Sieniawski et Czetnerowie. C'est actuellement une ruine.

## En images

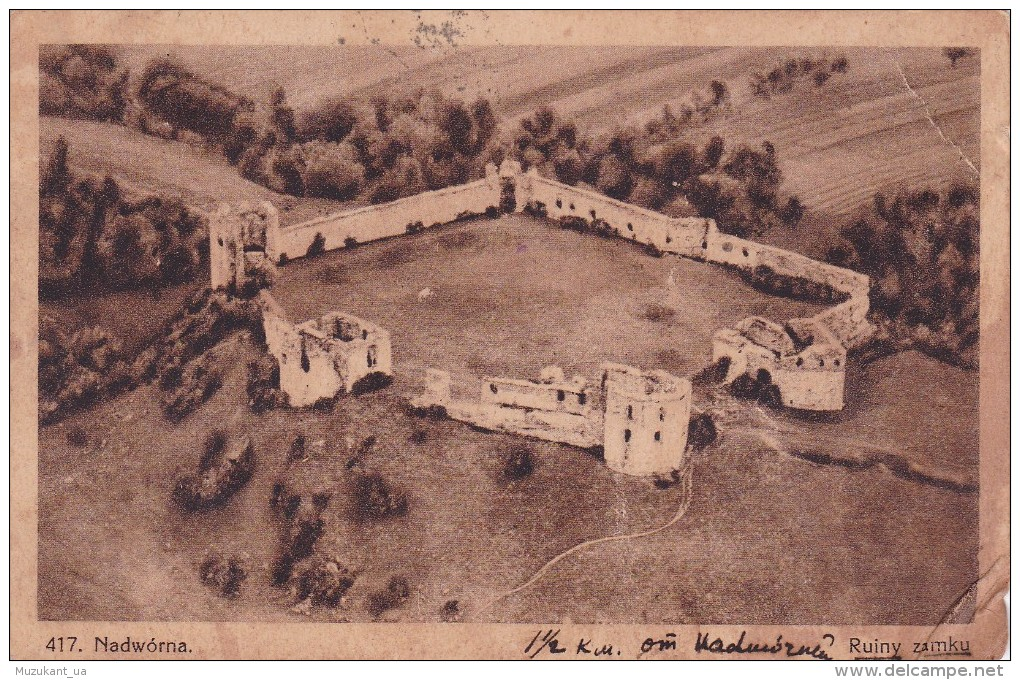
En 1932.
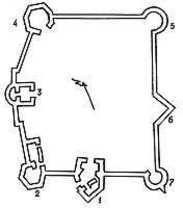
En plan.
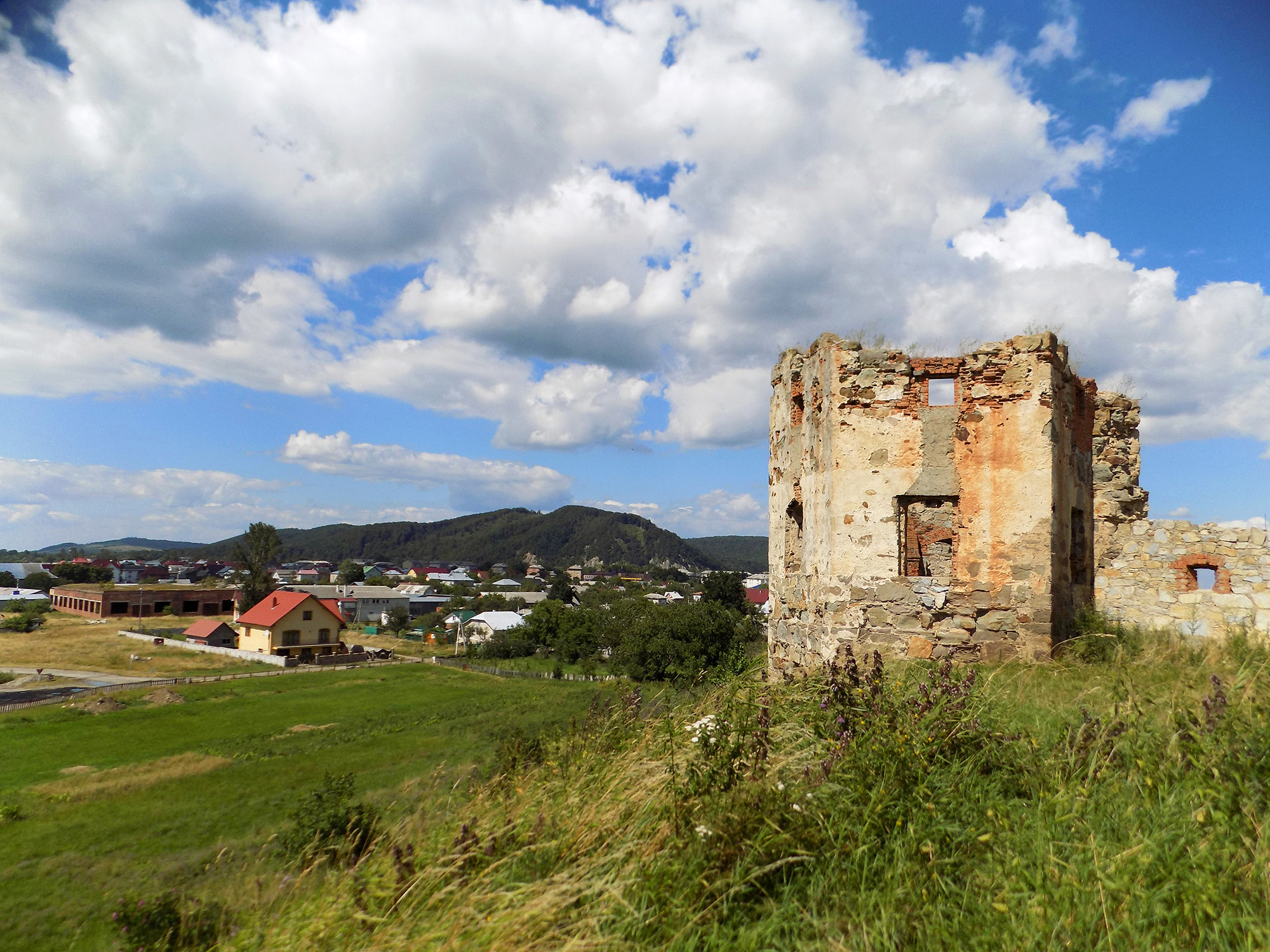
Une tour d'angle hexagonale.
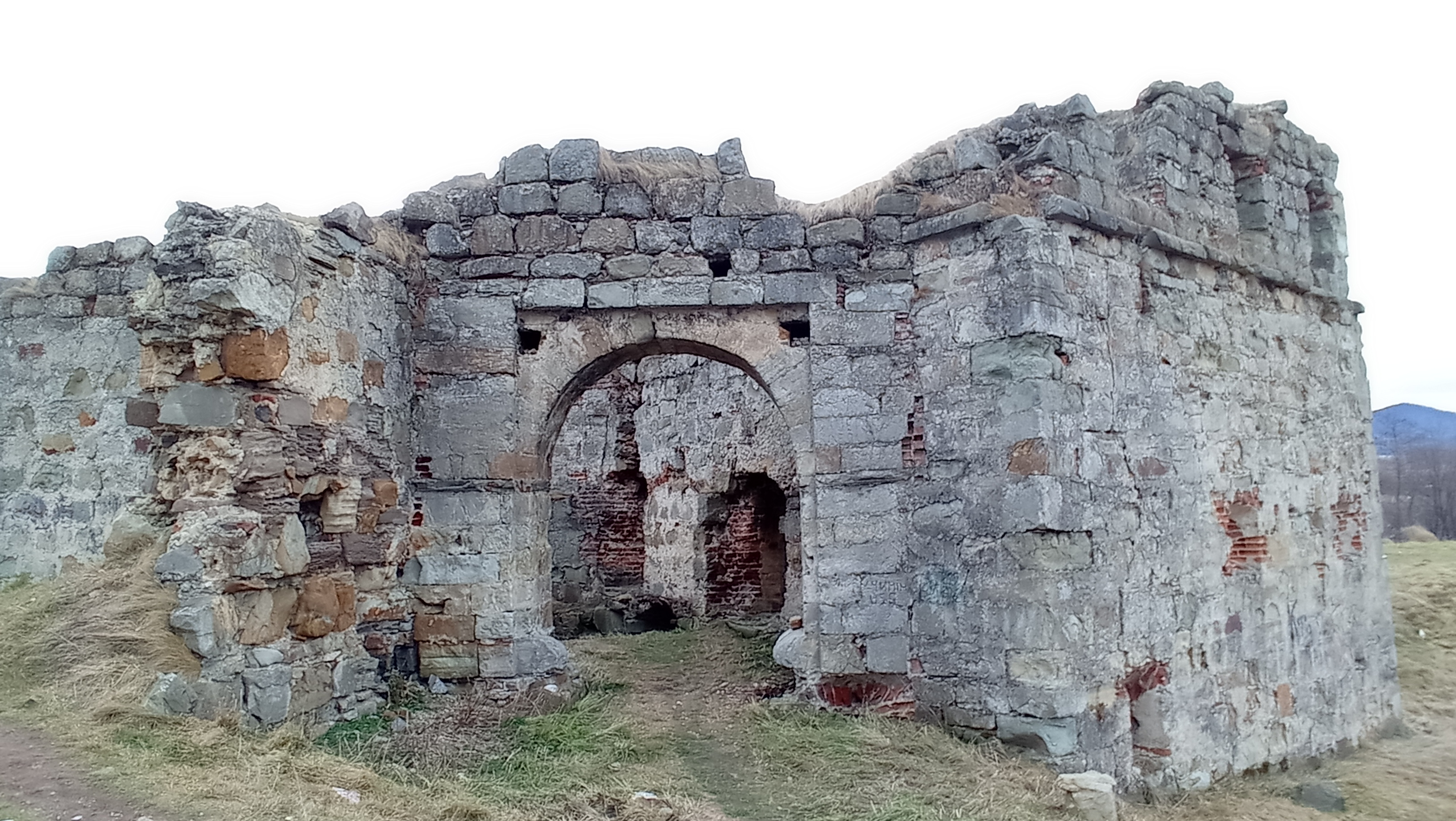
Porche.
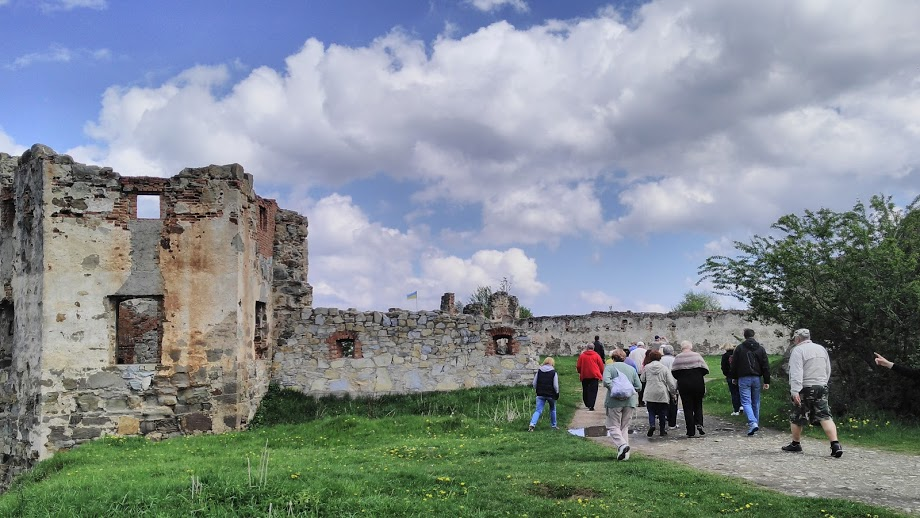
La cour.

## Articles liés
- Liste de châteaux ukrainiens.